# Oldřich Zábrodský
Oldřich Zábrodský (Prága, 1926. február 28. – Belgium, 2015. szeptember 22.) olimpiai ezüstérmes cseh jégkorongozó, edző.

## Pályafutása
Az 1948-as St. Moritz-i olimpián ezüstérmes lett a csehszlovák válogatottal.
Az LTC Praha jégkorongozója volt, ahol négy csehszlovák bajnoki címet szerzett a csapattal. 1948 végén a Spengler-kupáról nem tért vissza Csehszlovákiába, hanem Svájcban maradt. Először a HC Davos, majd két szezonon át a HC Lausanne játékosa volt. 1951-ben az Egyesült Államokban települt le. 1960-ban visszatért Európába és Belgiumba költözött, ahol haláláig élt.

## Magánélete
Anyja orosz volt. Testvére Vladimír Zábrodský (1923–2020) olimpiai ezüstérmes jégkorongozó volt.

## Sikerei, díjai
- Olimpiai játékok
  - ezüstérmes: 1948, St. Moritz

## Fordítás
Ez a szócikk részben vagy egészben  az   Oldřich Zábrodský című angol Wikipédia-szócikk ezen változatának fordításán alapul.  Az eredeti cikk szerkesztőit annak laptörténete sorolja fel. Ez a jelzés csupán a megfogalmazás eredetét és a szerzői jogokat jelzi, nem szolgál a cikkben szereplő információk forrásmegjelöléseként.